# René Couteaux
René Jean Couteaux, né le 23 juin 1909 à Saint-Amand-les-Eaux et mort le 12 décembre 1999 à Paris 6e, est un neurobiologiste français, spécialiste de neurocytologie et l'un des fondateurs de l'école française de neuroanatomie. Il est professeur de cytologie à la Faculté des sciences de Paris et directeur du Centre de microscopie électronique appliquée à la biologie du CNRS entre 1967 et 1980.

## Biographie

### Enfance et études
Il est le fils d'Ernest Couteaux, sénateur et président du conseil général du Nord.
Après des études au collège de Saint-Amand-les-Eaux puis au lycée Voltaire, il intègre hypokhâgne au Lycée Louis-le-Grand en 1927, avant de s'engager dans une voie scientifique.
Entre 1928 et 1933, il mène de front ses études de médecine et de sciences naturelles aux facultés de Lille, puis de Paris pour des raisons familiales.

### Carrière
En 1932, il entre au laboratoire de biologie expérimentale de la Sorbonne dirigé alors par Étienne Rabaud (médecin et biologiste de conviction rationaliste).
Dès 1935, il décide de se consacrer à l'étude de la zone de connexion entre la terminaison de la fibre nerveuse motrice et la fibre musculaire striée de vertébrés, appelée plaque motrice chez les mammifères ou encore jonction neuromusculaire. Il utilise des préparations histologiques sous l'influence des travaux de Louis-Antoine Ranvier. Il collabore en 1937 avec le biochimiste David Nachmansohn, élève de Meyerhof, étudiant la cholinestérase dans le laboratoire de Louis Lapicque. Ils montrent que cette substance est essentiellement concentrée dans la plaque motrice. 
En 1938, il suit un stage à Utrecht auprès de l'histologiste Jan Boeke, un des tenants de la thèse réticulariste. Puis il revient à Paris aux côtés de Marcel Prenant tenant la chaire d'anatomie et d'histologie du laboratoire de la Sorbonne, où il rencontre Maurice Parrain qui utilise les colorations vitales, notamment le vert Janus B. Pendant la guerre, il fréquente Jean Nageotte alors démissionnaire de sa chaire du Collège de France.
En 1940, il soutient sa thèse de médecine intitulée « Recherches sur l'histogénèse du muscle strié des mammifères et la formation des plaques motrices ». En 1943, il étudie les terminaisons motrices des reptiles pour observer les gouttières synaptiques. En 1947, il soutient sa thèse de science. Il utilise la méthode histochimique de Koelle-Friedenwald, permettant la localisation de la cholinestérase  dans la plaque motrice.
Dans les années cinquante et soixante, il s'intéresse à la microscopie électronique d'abord dans un laboratoire de l'Hôpital Paul-Brousse puis auprès de Pierre-Paul Grassé. Grâce à cette nouvelle technique, il réalise des études sur les synapses.

### Vie personnelle
Il était marié à Marie Bargeton, morte en 2003 à 89 ans.

## Travaux scientifiques
Il s'est distingué par ses études structurales et ultrastructurales de la jonction neuromusculaire, le fonctionnement de la synapse en général et le mécanisme d'exocytose. Ses travaux ont eu une grande influence sur les chercheurs qui ont exploré le mécanisme de la transmission chimique dans les synapses.

## Titres et distinctions
En 1991, il est élu correspondant de l'Académie des sciences (section de biologie cellulaire et moléculaire). Il est lauréat du prestigieux Prix Balzan pour la biologie (structure cellulaire du système nerveux) en 1994.
En 1995, il reçoit le titre de Correspondant scientifique émérite de l'Inserm, ainsi distingué pour ses travaux sur le fonctionnement de la jonction neuromusculaire.

## Œuvres et publications
- « Phagocytose de sarcolytes par les amibocytes de "Lumbricus festivus sav." »,[Texte imprimé extrait du Bulletin de la Société zoologique de France] impr. de Barnéoud (Laval), (1937). In-8°, paginé 148-152.
- « Recherches sur l'histogénèse du muscle strié des mammifères et la formation des plaques motrices », in: Bulletin biologique de la France et de la Belgique, t. 75, fasc. 2. 1941.
- « La Cholinestérase des plaques motrices après section du nerf moteur », in: Bulletin biologique de la France et de la Belgique, T. 76. Fasc. 1, 1942, Laboratoires d'évolution des êtres organisés (Paris), (s. d.)
- « Nouvelles observations sur la structure de la plaque motrice et interprétation des rapports myo-neuraux », in: Compt Rend Soc Biol, 1944; 138: 976-978.
- « Contribution à l'étude de la synapse myoneurale », in Rev Canad Biol, 1947; 6: 563-711.
- « Remarques sur les méthodes actuelles de détection histochimique des activités cholinestérasiques », in: Arch Int Physiol, 1951; 59: 526-537.
- Titres et travaux de René Couteaux, [S. l.] : [s. n.], [1977].

En collaboration
- (en) avec Josef Špaček : « Specializations of Subsynaptic Cytoplasms. Comparison of Axospinous Synapses and Neuromuscular Junctions », in: Cellular and Molecular Basis of Synaptic Transmission, NATO ASI Series Volume 21, 1988, pp 25-50.
- Les Médiateurs chimiques, leur rôle dans la physiopathologie de la motricité, de la vigilance et du comportement, [Rapports présentés à la XXIXe Réunion neurologique internationale, Paris, 30 mai-3 juin 1972], sous la direction de Dr Paul-F. Girard et Dr René Couteaux., Masson et Cie (Paris), 1972, 1 vol., 240 p.
- avec David Nachmansohn :
  - « Cholinesterase at the end-plates of voluntary muscle after nerve degeneration », in: Nature, 1938; 142: 481.
  - « Changes of cholinesterase at end-plates of voluntary muscle following section of sciatic nerve », in: Proc Soc Exp Biol Med (NY) 1940; 43:177-81.
- avec Jacques Taxi: « Recherches histochimiques sur la distribution des activités cholinestérasiques au niveau de la synapse myoneurale », in: Arch Anat Microsc Morphol Exp, 1952; 41: 352-392
- avec M. Pécot-Dechavassine: 
  - « Vésicules synaptiques et poches au niveau des `zones actives' de la junction neuromusculaire », in: C R hebdomadaires des séances Acad Sci, Ser D 1970; 271: 2346-2349.
  - « Les zones spécialisées des membranes présynaptiques », in C R Hebdomadaires des Séances Acad Sci, Ser D 1974; 278: 291-293.